# Dominik Reimann
Dominik Reimann (* 18. Juni 1997 in Münster) ist ein deutscher Fußballtorhüter. Er steht seit Sommer 2021 beim 1. FC Magdeburg unter Vertrag.

## Sportliche Laufbahn

### Vereinskarriere
Reimann begann beim heimischen ESV Münster mit dem Fußballspielen. Bereits als Siebenjähriger wurde er im Nachwuchsleistungszentrum des Bundesligisten Borussia Dortmund aufgenommen. Mit Dortmunds U17 wurde er 2014 B-Junioren-Meister, ein Jahr später mit der U19 A-Jugend-Meister.
Noch vor Erlangung der Volljährigkeit stand er als Stammkeeper der A-Jugend einmal im Bundesliga- und zweimal im Kader der Reserve in der dritten Liga. Ab der Regionalligasaison 2016/17 war Reimann als erster Torwart der zweiten Mannschaft eingeplant, verpasste jedoch den Großteil der Spielzeit aufgrund einer Schulterverletzung. In seiner letzten Saison stand er 26-mal in der Regionalliga West im Tor und wurde hinter Roman Bürki und Roman Weidenfeller als dritter Torhüter der Profis geführt.
Nach Ablauf seines Vertrages wechselte Reimann im Sommer 2018 ablösefrei zum Zweitligisten Holstein Kiel, welcher gerade in der Aufstiegsrelegation am VfL Wolfsburg gescheitert war. Bei seiner ersten Profistation kam er in der Vorbereitung nicht am ersten Torwart Kenneth Kronholm vorbei und verlor auch das Rennen gegen Timon Weiner, welcher ebenfalls im Sommer neu gekommen war und fortan in der in die Regionalliga Nord aufgestiegenen zweiten Mannschaft zwischen den Pfosten stand. Beim 5:1 über den FC Erzgebirge Aue am 26. Spieltag der Saison 2018/19 kam er für den verletzten Kronholm zu seinem ersten Profieinsatz. Nachdem Kronholm den Verein in Richtung USA verlassen hatte, wurde Reimann für die letzten Saisonspiele als Nummer 1 eingesetzt. In die Saison 2019/20 ging er zunächst als Stammkeeper. Nach einem Fehlstart mit den Störchen verlor er seinen Platz im Tor ab dem siebten Spieltag an Ioannis Gelios und kam nur noch zwei weitere Male zum Einsatz.
Im Sommer 2021 schloss sich Reimann dem Drittligisten 1. FC Magdeburg an, bei dem er sich in der Saison 2021/22 als Stammtorhüter durchsetzen konnte. Am Saisonende stieg er mit der Mannschaft als Drittliga-Meister in die 2. Bundesliga auf.

### Auswahleinsätze
Reimann ist mehrfacher Juniorennationalspieler. Mit der deutschen U19 gewann er im Herbst 2015 das freundschaftliche Viernationenturnier Elite Cup. bei der U-20-WM 2017, bei der die deutsche Elf im Achtelfinale gegen Sambia ausschied, absolvierte er ein Gruppenspiel.

## Trivia
Während seiner Zeit in der Jugend des BVB legte Reimann die Prüfungen zum Fachabitur ab.
Seine kleine Schwester Paula Reimann spielt ebenfalls bei Borussia Dortmund. In der ersten Frauen Mannschaft